# Kimbach (Bad König)

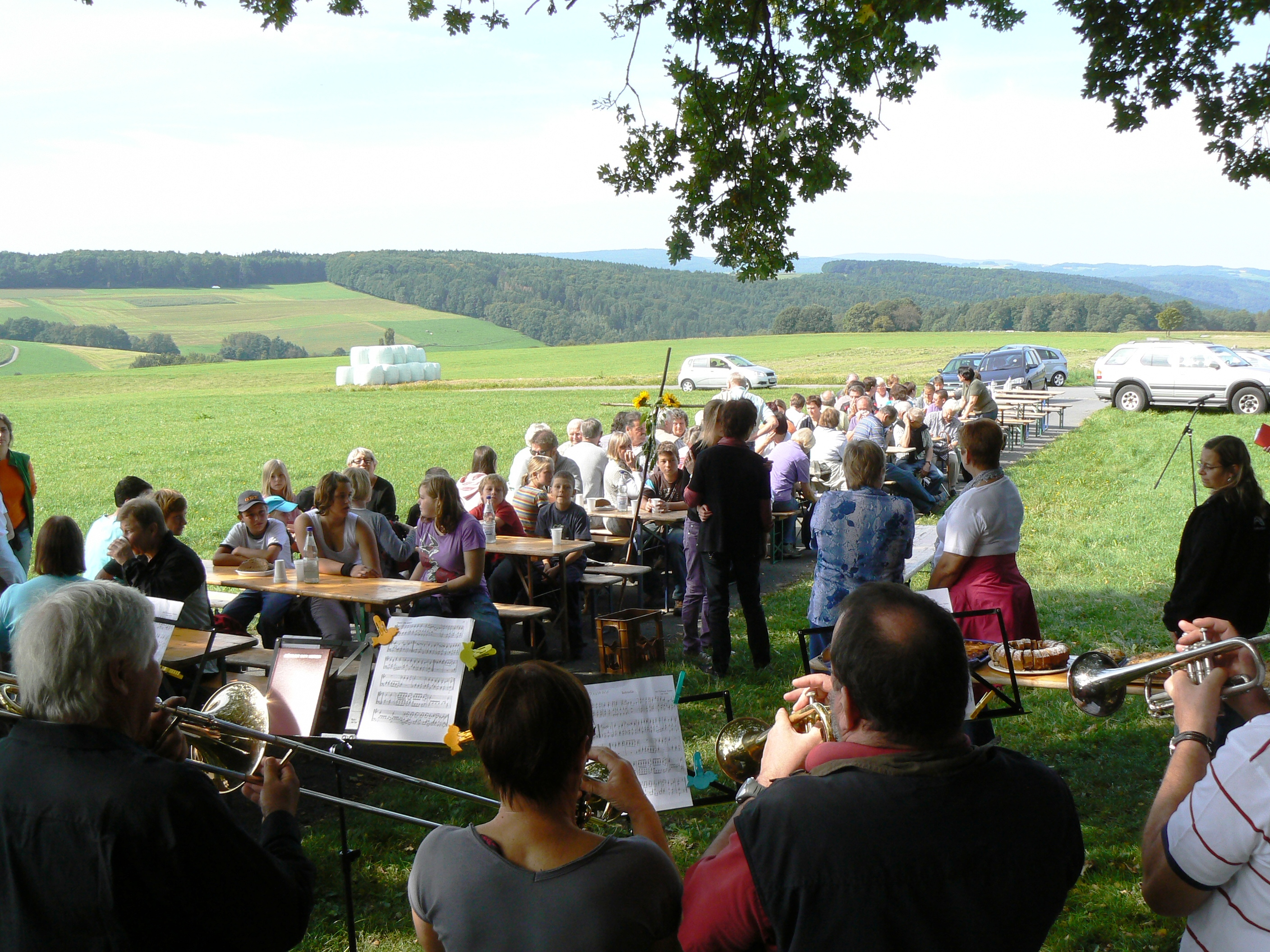
Ev. Feldgottesdienst am Kimbacher Käsebrünnchen, 2010

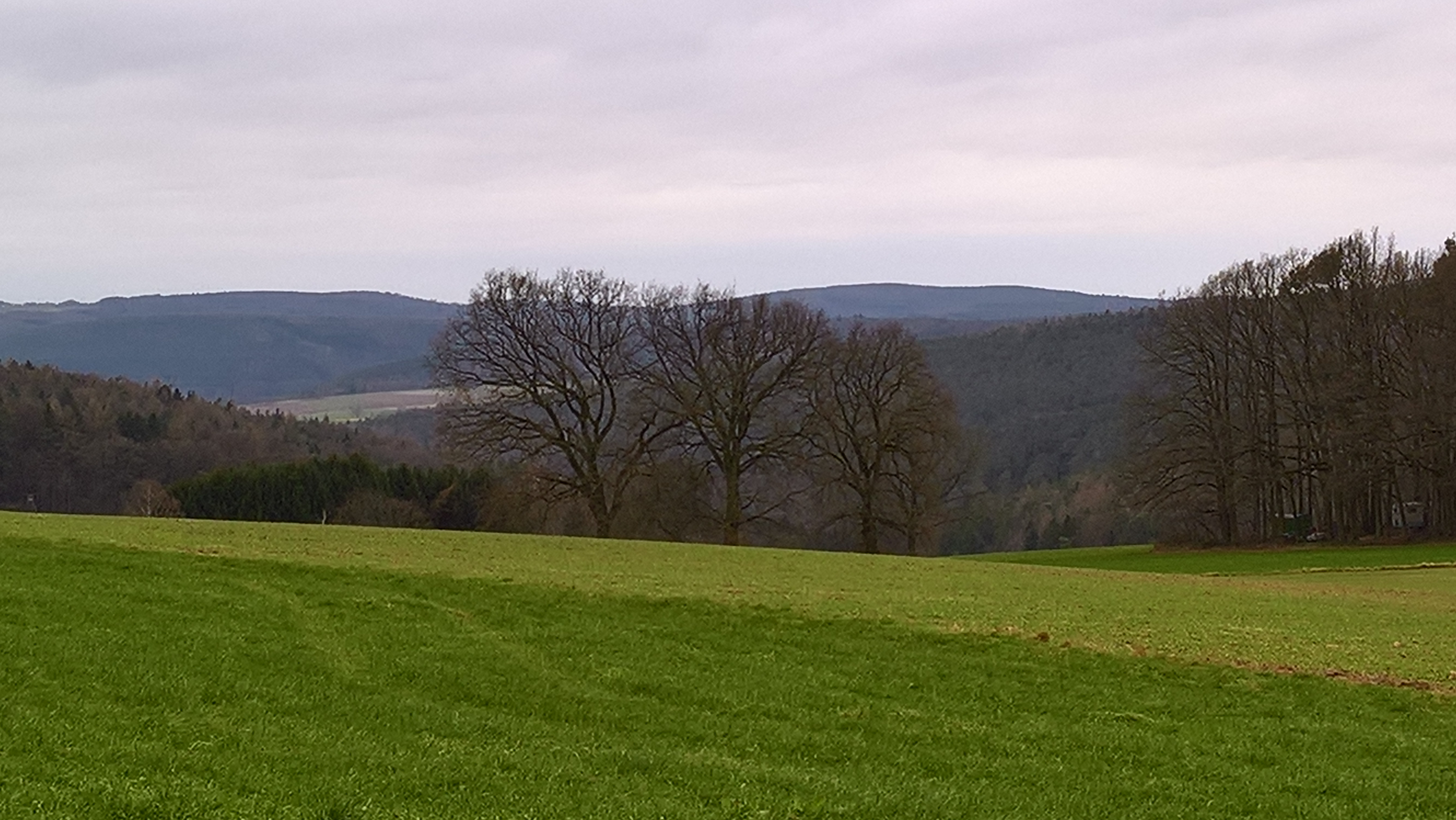
Das ND Drei Eichen bei Kimbach südwestlich des Ortes

Kimbach ist ein Stadtteil von Bad König im südhessischen Odenwaldkreis.

## Geographie

### Geographische Lage
Kimbach liegt im Südosten Hessens, im Sandstein-Odenwald oder Hinteren Odenwald. Der Ort befindet sich in einem langgestreckten, engen Seitental der Mümling, welches vom gleichnamigen Bach durchflossen wird. Das Tal wird im Norden vom Hengstenberg (375 m), im Osten von der „Vielbrunner Höhe“ (460 m) und im Süden von der Kammlinie der „Alten Momart“ (379 m) flankiert. Die Gemarkung Kimbach hat eine Fläche von 459,7 ha. Die größte Ausdehnung hat sie mit 3,5 km vom Wacholderberg im Norden bis zum Herrngrund im Süden, die kürzeste mit 1,1 km vom Odenwaldbaum im Westen bis zum Käsebrünnchen im Osten. Durch das Straßendorf führt die Landesstraße 3318.

### Nachbardörfer, -gemeinden und -städte
Kimbach grenzt im Westen an die Kernstadt Bad König, im Norden an die Dörfer Fürstengrund und Breitenbrunn, im Osten an Vielbrunn (Stadt Michelstadt) und im Süden an Momart.

### Fließgewässer
Das Quellwasser des Kimbachs sammelt sich unterhalb der Inhelle (464 m) im so genannten „Bachspring“. Von dort schlängelt sich der Bach in Mäandern durch die Talaue und legt bis zur Mündung in die Mümling, bei einem Gefälle von 190 Höhenmetern, eine Strecke von 7 km zurück. Noch in der ersten Hälfte des 20. Jahrhunderts trieb sein Wasser fünf Mühlen an: Die Kimbacher Dorfmühle, die Künzels-, die Groh- und die Ölmühle, sowie in Bad König die Stadtmühle.

## Geschichte
Über die Frühgeschichte ist wenig bekannt. Sicher ist, dass der Neckar-Odenwald-Limes auf der Höhe zwischen Kimbach und dem Nachbardorf Vielbrunn verlief.
Die älteste erhaltene Erwähnung von Kimbach stammt von 1359 unter dem Ortsnamen Kuntebuch. Im 16. Jahrhundert nannte man das Dorf Kuntpach und im 17. Jahrhundert Kymbach. Mindestens seit 1426 war Kimbach Teil der Zent Lützelbach. Seit 1551 gehört das Dorf zur Ev. Kirchengemeinde Vielbrunn.
Zunächst war Kimbach unter vielen Herren aufgeteilt. So hielten nacheinander oder auch zeitgleich die von Erbach, die Starkerad, die Duborn, die Herren von Raibach, das Kloster Höchst und die Grafen von Wertheim Anteile an dem Dorf. Erst 1551 wurde Kimbach durch den Reichenberger Vertrag komplett der Herrschaft Breuberg zugeschlagen. Mit dieser gelangte es 1806 an das Großherzogtum Hessen.
Nach Auflösung der alten Amtsstruktur 1822 fiel der Ort zunächst in den Zuständigkeitsbereich des Landgerichts Höchst, ab 1853 in den des Landgerichts Michelstadt und nach der Reichsjustizreform von 1877 ab 1879 in den des Amtsgerichts Michelstadt.
Bis 1812 hatte Kimbach seinen eigenen Schultheiß und wurde danach bis 1849 durch die Bürgermeisterei Vielbrunn verwaltet. Kommunal wieder selbstständig geworden konnte Kimbach diese Freiheit bis zum 1. Oktober 1971 bewahren, als es in die Gemeinde (ab dem 10. Oktober 1980 Stadt) Bad König eingegliedert wurde.

## Der Odenwaldbaum

Der Odenwaldbaum, Naturdenkmal in Kimbach

Die Dichterin Auguste Pattberg zeichnete zu Beginn des 19. Jahrhunderts das Gedicht „Es steht ein Baum im Odenwald“ auf. Dieses Werk fand Eingang in die Volkslieder-Sammlung von Clemens Brentano und Achim von Arnim, die diese unter dem Namen „Des Knaben Wunderhorn“ herausgaben. Inspiration zu diesem Gedicht soll eine Kimbacher Eiche gewesen sein, die ursprünglich in einem geschlossenen Walddistrikt stand. Bereits 1922, als der Wald gerodet wurde, war der Baum so berühmt, dass der Odenwaldklub sich für dessen Erhalt einsetzte. Der „Odenwaldbaum“ wurde als solcher anerkannt und als Naturdenkmal eingetragen. In späteren Jahren wurde die Eiche ob ihrer Bekanntheit und Erscheinung sogar vom hessischen Ministerpräsidenten Holger Börner anlässlich des „Tages des Baumes“ im Jahr 1985 in der damaligen Bundeshauptstadt Bonn vorgestellt.